# 揚揚
劉揚揚（英語：Liu Yang-Yang；2000年10月10日—），藝名揚揚（韓語：양양），出生於中華民國新北市，為在中國及韓國發展的男歌手、Rapper，SM娛樂旗下韓國男子團體NCT成員。2019年1月，以中國子團WayV成員身份正式出道，擔任主rapper及副唱。2020年9月，正式加入NCT大隊。

## 人物簡介

### 早年經歷
2000年10月10日出生於中華民國臺北縣（現新北市），在小學四年級的時候和家人移民到德國生活六年。家中除了父母之外，還有一名姊姊。2016年2月，透過SM娛樂在台北的全球甄選成為旗下練習生。2018年7月17日，以藝名揚揚通過SM娛樂預備明星組合SM ROOKIES，正式公開。

### 2019年至今：WayV出道、加入NCT
2018年12月31日，SM娛樂公佈NCT中國分隊WayV首張團體預告照，揚揚為該團七位成員之中最小的一員。因中國政策原因，組合從隊名到宣傳都未帶有NCT或SM娛樂的字樣，據SM娛樂官方立場，威神V主要由SM娛樂操刀製作，並通過中國的合作品牌威娛樂（Label V）在當地出道展開活動，成員未來也有機會以NCT的身份在中國以外的地區活動。2019年1月17日，隨組合推出首張數位專輯《The Vision》，正式在中國出道。
2020年2月19日，參與SM娛樂旗下DJ兼製作人IMLAY的第三張EP《DYSTOPIA》中的主打歌《Asteroid》的featuring。9月21日，NCT宣布NCT 2020大型企劃，正式以NCT成員身份回歸大隊，并作為企劃NCT U第3組分隊，以歌曲《90's Love》展開活動。
2021年2月16日，參加2021年紐約秋冬時裝周官方節目《CONCEPT KOREA F/W 2021》的線上走秀，為設計師品牌JARRET走秀。8月17日，與Ten組成WayV第二支小分隊WayV-TEN&YANGYANG，發行數位單曲《Low Low》。

## 音樂作品
所屬團體之共同作品，請參閱NCT音樂作品列表

### 客串專輯
| 發布日期      | 歌曲名称 | 歌手/组合 | 专辑名称     |
| ------------- | -------- | --------- | ------------ |
| 2020年2月19日 | Asteroid | IMLAY     | 《DYSTOPIA》 |

### 合作歌曲
| 年份   | 發布日期 | 歌曲名稱 | 專輯                              | 合作歌手                     |
| ------ | -------- | -------- | --------------------------------- | ---------------------------- |
| 2021年 | 12月27日 | ZOO      | 2021 Winter SMTOWN : SMCU EXPRESS | 泰容、Jeno、Hendery、Giselle |

## 影音作品
所屬團體之共同作品，請參閱NCT影視作品列表

### 固定出演
| 年份   | 播出日期               | 電視台                  | 節目名稱           | 備註     |
| ------ | ---------------------- | ----------------------- | ------------------ | -------- |
| 2021年 | 12月1日－2022年1月24日 | Discovery Channel Korea | 《我們成爲家人了》 | 固定成員 |

## 創作作品
劉揚揚於韓國音樂著作權協會登錄號为10023722。
| 年份   | 發佈日期 | 歌曲名稱                    | 歌手/組合 | 專輯名稱               | 作詞 | 作曲 | 編曲 |
| ------ | -------- | --------------------------- | --------- | ---------------------- | ---- | ---- | ---- |
| 2019年 | 10月29日 | 心心相癮（King of Hearts）  | WayV      | 《Take Over the Moon》 |      |      |      |
| 2019年 | 10月29日 | 幸福遇見（We go nanana）    | WayV      | 《Take Over the Moon》 |      |      |      |
| 2020年 | 6月9日   | 心電感應（Electric Hearts） | WayV      | 《Awaken The World》   |      |      |      |
| 2020年 | 6月9日   | Only Human                  | WayV      | 《Awaken The World》   |      |      |      |

## 電台節目
| 日期                  | 電台    | 節目         | 備註     |
| --------------------- | ------- | ------------ | -------- |
| 2021年1月24日         | tbs eFM | 《樂動首爾》 | 特別嘉賓 |
| 2021年4月11日         | tbs eFM | 《樂動首爾》 | 特別嘉賓 |
| 2022年3月21日-4月15日 | tbs eFM | 《樂動首爾》 | 代班DJ   |